# Läkemedelsrelaterad sjuklighet
Läkemedelsrelaterad sjuklighet är ett samlingsbegrepp för olika typer av sjuklighet som uppstår till följd av läkemedelsbehandling, såsom läkemedelsbiverkningar, förgiftning vid överdosering av läkemedel, och otillräcklig effekt av läkemedel. Andra kategorier av läkemedelsrelaterad sjuklighet som rapporterats omfattar läkemedelsinteraktioner, läkemedelsberoende och missbruk av läkemedel. Läkemedelsrelaterad sjuklighet omfattar alltså både "traditionella biverkningar men även negativa konsekvenser av felaktig eller utebliven läkemedelsanvändning och otillräcklig effekt av läkemedel vid normal användning". Närliggande engelska begrepp är drug-related morbidity respektive adverse drug event (ADE).